# Eduard Georgijewitsch Iwanow
Eduard Georgijewitsch Iwanow (russisch Эдуард Георгиевич Иванов; * 25. April 1938 in Moskau, Russische SFSR; † 15. Januar 2012 ebenda) war ein russischer Eishockeyspieler auf der Position des Verteidigers.

## Karriere
Eduard Iwanow war Sohn zweier Fabrikarbeiter und begann im Stadion „Junge Pioniere“ unter Trainer Wladimir Blinkow mit dem Eishockeysport. Da auch Chimik Moskau in diesem Stadion trainierte, wurde Chimik-Trainer Nikolai Epstein auf Iwanow aufmerksam und holte ihn zur Saison 1955/56 zu seinem Team. Aufgrund des Umzugs von Chimik nach Woskressensk wechselte er 1957 zu Krylja Sowetow Moskau. Bei den Flügeln spielte er fünf Jahre lang zusammen mit Alfred Kutschewski. Am 1. Januar 1959 stand er in einem Spiel gegen die USA zum ersten Mal für die sowjetische Nationalmannschaft auf dem Eis.
Mehrfach lehnte er Angebote des damaligen Eliteclubs ZSKA Moskau ab und erst nach einem Gespräch mit ZSKA-Trainer Anatoli Tarassow entschied er sich 1963, für den ZSKA zu spielen.
Nach seinem Wechsel zum ZSKA begann er regelmäßig für die Nationalmannschaft der UdSSR zu spielen. Beim ZSKA und der Nationalmannschaft bildete er mit Alexander Ragulin ein Verteidigerduo, das durch die Troika Loktew-Alexandrow-Almetow im Sturm vervollständigt wurde. Insgesamt erzielte er 40 Tore in 300 Spielen in der Klass A, der höchsten sowjetischen Spielklasse, und gewann 1963, 1964, 1965 und 1966 mit dem ZSKA Moskau den sowjetischen Meistertitel sowie zweimal den UdSSR-Pokal.
Seine internationale Karriere wurde mit der Goldmedaille bei den Olympischen Winterspielen 1964 gekrönt. Beim olympischen Turnier 1964 erzielte er fünf Tore und erhielt die Auszeichnung für den besten Stürmer, obwohl er als Verteidiger aufgestellt war.
Für die Nationalmannschaft erzielte er 16 Tore in 79 Länderspielen. Er wurde vier Mal mit seiner Mannschaft Weltmeister (1963, 1964, 1965 und 1967). 1963 wurde er in als Verdienter Meister des Sports der UdSSR ausgezeichnet. Am 29. März 1967 bestritt er sein letztes Länderspiel.
Ab 1965 spielte Iwanow mit Ragulin in der Verteidigung und den Stürmern Anatoli Firsow, Wiktor Polupanow und Wladimir Wikulow. Häufige Regelverstöße gegen das strenge Sportregime von Tarassow führten zum Verlust seines Platzes in der Nationalmannschaft und auch beim ZSKA.
Ab 1967 ließ er daher seine Karriere beim SKA MWO Kalinin ausklingen, der damals der dritten respektive zweiten Spielklasse angehörte.
Ab 1972 war Iwanow Mitglied der KPdSU, hatte den militärischen Rang eines Oberstleutnant und arbeitete für die Sportabteilung des Moskauer Militärbezirks, wobei er für die Mannschaftsaufstellung in mehreren Sportarten für die Meisterschaft der Streitkräfte verantwortlich war. Von 1979 bis 1988 war er Leiter der Jugendsportschule des ZSKA und entdeckte dabei den späteren NHL-Spieler Alexander Mogilny.
In den 1990er Jahren war er stellvertretender Vorsitzender der Veteranenbewegung „Alexander Ragulin“. In den letzten Jahren leitete Iwanow diese und unternahm große Anstrengungen, um die Verbindung zwischen den ehemaligen ZSKA-Eishockeyspielern zu stärken. Er starb am 15. Januar 2012 in Moskau und wurde auf dem Friedhof Trojekurowo begraben.

## Erfolge und Auszeichnungen
- 1963 Verdienter Meister des Sports der UdSSR
- 1965 Ehrenzeichen der Sowjetunion
- 1996 Medaille des Verdienstorden für das Vaterland (II. Klasse)

### National
- 1963 Sowjetischer Meister mit dem ZSKA Moskau[3]
- 1964 Sowjetischer Meister mit dem ZSKA Moskau
- 1965 Sowjetischer Meister mit dem ZSKA Moskau
- 1966 Sowjetischer Pokalsieger mit dem ZSKA Moskau
- 1966 Sowjetischer Meister mit dem ZSKA Moskau
- 1967 Sowjetischer Pokalsieger mit dem ZSKA Moskau

### International
- 1963 Goldmedaille bei der Weltmeisterschaft[4]
- 1964 Goldmedaille bei den Olympischen Winterspielen und der Weltmeisterschaft
- 1964 Bester Stürmer der Weltmeisterschaft
- 1964 Goldmedaille bei der Weltmeisterschaft
- 1965 Goldmedaille bei der Weltmeisterschaft
- 1967 Goldmedaille bei der Weltmeisterschaft

## Karrierestatistik
(Legende zur Spielerstatistik: Sp oder GP = absolvierte Spiele; T oder G = erzielte Tore; V oder A = erzielte Assists; Pkt oder Pts = erzielte Scorerpunkte; SM oder PIM = erhaltene Strafminuten; +/− = Plus/Minus-Bilanz; PP = erzielte Überzahltore; SH = erzielte Unterzahltore; GW = erzielte Siegtore; 1 Play-downs/Relegation; Kursiv: Statistik nicht vollständig)